# Centre du doyenné
Le centre du doyenné est l'une des six structures administratives supérieures de l'archidiocèse de Luxembourg, qui ont été instituées le 17 avril 2017 par un décret de Jean-Claude Hollerich .
Le doyenné comprend les paroisses suivantes :
- Paroisse d'Eischdall-Helpert Saint-Willibrord
- Paroisse de Diekrich Le Bon Pasteur
- Paroisse d'Ettelbruck Saints-Pierre-et-Paul
- Paroisse de Mullerthal Saint-Michel
- Paroisse de Mersch Saint-François
- Paroisse de Rammerech Saint-Valentin
- Paroisse d'Atertdall Sainte-Claire

Par le même décret, le doyen de l'ancien doyenné a reçu le titre de curé-doyen honoraire, et le curé Félix Steichen a été nommé doyen du centre du doyenné pour cinq ans.